# 구노량항
구노량항은 경상남도 하동군 금남면 노량리에 있는 어항이다. 2002년 7월 8일 어촌정주어항으로 지정하여 관리하고 있다. 시설관리자는 하동군수이다.

## 어항 연혁
- 남해군 설천면에 접한 바다의 목으로 고려시대부터 노들 또는 노량이라 하였음. 대가야시대부터 어선의 기항지였으며, 일본과 무역한 최대의 무역항이며 국제항이었다.

## 어항 구역
본 항의 어항구역은 다음과 같다.
- 수역: 구노량 신설 방파제에서 기존 선착장을 연결한 선내수역

## 어항 시설
- 방파제 130m

## 기본 계획
- 방파제 180m, 선착장 60m, 물양장 160m, 호안 35m

## 주요 어종
- 전어, 농어, 숭어, 노래미, 도다리, 굴, 꼬막